# 婉貴妃 (乾隆帝)
婉貴妃（えんきひ、満洲語: ᠨᡝᠮᡤᡳᠶᡝᠨ
ᡤᡠᡳᡶᡝᡳ、転写：nemgiyen guifei、康熙55年12月20日（1717年2月1日） - 嘉慶12年2月2日（1807年3月10日））は、清の乾隆帝の側室。漢人の出身。姓は陳氏。陳廷璋の娘。

## 生涯

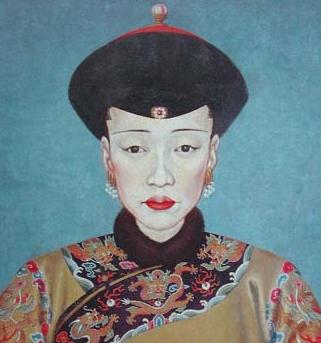
婉貴妃陳氏

康熙55年12月20日（西暦1717年2月1日）に生まれた。はじめ、宝親王の弘暦（のちの乾隆帝）の府邸に入り、側女となった。
乾隆帝の即位後、常在（身分低い妃嬪）となった。乾隆12年（1747年）、貴人に進んだ。乾隆14年（1749年）、「婉嬪」に封ぜられた。45年後、乾隆帝は息子の永琰（嘉慶帝）に譲位し太上皇となったので、婉嬪も婉妃に尊封された。
嘉慶6年（1801年）、婉貴太妃に尊封された。年功序列のため太妃たちの筆頭となり、寿康宮の主位となった。数え92歳で薨去した。

## 伝記資料
- 『清史稿』
- 『晋封婉嬪陳氏婉妃冊文』
- 『尊封婉妃陳氏皇考婉貴妃冊文』